# Perú en los Juegos Olímpicos de Roma 1960
Perú estuvo representado en los Juegos Olímpicos de Roma 1960 por un total de 31 deportistas masculinos que compitieron en 3 deportes.
El equipo olímpico peruano no obtuvo ninguna medalla en estos Juegos.